# Irina Odojevtseva

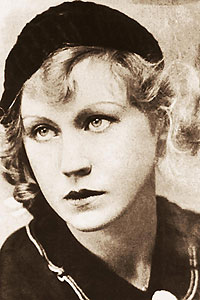
Irina Odojevtseva

Irina Vladimirovna Odojevtseva (Russisch: Ирина Влади′мировна Одо′евцева), geboren Iraida Heinike (Riga, Letland, 15 juni 1895 – Leningrad, 14 oktober 1990) was een Russisch schrijfster en dichteres.

## Leven en werk
Heinike werd geboren als dochter van een advocaat in Riga. In 1918 vertrok ze naar Sint-Petersburg, sloot zich aan bij het “dichtersgilde” van Nikolaj Goemiljov en nam de naam Odojevtseva aan. Haar eerste gedichten publiceerde ze in 1922 onder de titel De wondertuin, in een eigen stijl, die vooruit leek te lopen op de OBERIU-beweging. In 1923 emigreerde ze met haar echtgenoot, emigrant-dichter Georgi Ivanov, naar Parijs, waar ze nog diverse romans schreef. Het bekendst werd ze echter door haar memoires, Aan de oever van de Neva (1967) en Aan de oever van de Seine (1983), waarin ze beschrijvingen geeft van mensen die ze goed heeft gekend, zoals Goemiljov, Zinaida Hippius, Andrej Bely, Osip Mandelstam en Ivan Boenin.
Na de perestrojka, in 1987, kon Odojevtseva op hoge leeftijd nog terugkeren naar haar geliefde Sint-Petersburg, waar ze een warm onthaal kreeg en als een soort levende relikwie werd behandeld. Ze mocht nog meemaken dat haar memoires in Rusland een oplage van 200.000 exemplaren bereikten en stierf in 1990, op 95-jarige leeftijd.